# جائزة أستراليا الكبرى 1954
جائزة أستراليا الكبرى 1954 هو سباق سيارات أقيم بتاريخ 7 نوفمبر 1954 في حلبة ساوثبورت رود، ساوثبورت، كوينزلاند. كان السباق من 27 لفة في حلبة تتكون من 5.7 ميل (9.17 كيلومتر)، بمسافة إجمالية قدرها 153.9 ميل (247.6 كم). فاز به الأسترالي ليكس دافيسون.